# Kappa Mensae
Kappa Mensae (32 Mensae) é uma estrela na direção da constelação de Mensa. Possui uma ascensão reta de 05h 50m 16.80s e uma declinação de −79° 21′ 41.5″. Sua magnitude aparente é igual a 5.46. Considerando sua distância de 270 anos-luz em relação à Terra, sua magnitude absoluta é igual a 0.87. Pertence à classe espectral B9.5V.